# Eprius
Eprius là một chi bướm ngày thuộc họ Bướm nâu.